# Гарёвка (Свердловская область)
Гарёвка — упразднённый в 2013 году посёлок, относившийся к городу областного подчинения Ивделю Свердловской области России. На муниципальном уровне входил в состав Ивдельского городского округа.

## Географическое положение
Гарёвка располагалась в 73 километрах к северо-востоку от города Ивделя, на правом берегу реки Пелым. Автомобильное сообщение с бывшим посёлком отсутствует, водное сообщение по реке Пелым.

## История
В посёлке Гарёвка жили семьи старообрядцев.
В советское время в посёлке находилась станция Гарёвка узкоколейной железнодорожной дороги Новошипичный — Гарёвка.
Областным законом № 107-ОЗ от 29 октября 2013 года посёлок Гарёвка был упразднён. Закон вступил в силу через 10 дней после официального опубликования.

## Население
| 2002 | 2010 |
| ---- | ---- |
| 2    | ↘0   |